# Mary's Boy Child
Mary's Boy Child är en julsång från 1956, i original på engelska skriven av Jester Hairston, framförd av amerikanske Harry Belafonte. Sången handlar om bibelns berättelse hur det gick till då Jungfru Marias son Jesus föddes i Betlehem.
Sången har spelats in av en mängd artister i mängder av olika arrangemang. De mest kända (och framgångsrikaste) är originalet med Belafonte 1956 och västtyska pop/discogruppen Boney M:s version från 1978, den senare i en betydligt "poppigare" version och tillägget "Oh My Lord" till titeln.
Andra mer eller mindre kända versioner förekommer med bland annat Hootenanny Singers (1968), The Brothers Four (1966), Nat King Cole, John Denver (1990), Greg MacDonald, The Merrymen (1969), Jim Reeves (1963), Kiri Te Kanawa (1985), Harry Connick Jr. (2005), Pete King Chorale, Nina & Frederik (1959) och Carola (1999) . Mahalia Jackson spelade 1956 in sången under titeln Mary's Little Boy Chile.

## Textversioner på norska
Marias guttebarn är en norskspråkig version.

## Textversioner på svenska
Sången finns i flera svenskspråkiga versioner.

### Det hände sig för länge sen
Denna text finns i sin tur i två versioner, en som bland annat Stefan Borsch spelade in 1981 på sitt julalbum I kväll jag tänder ett ljus och som Kikki Danielsson spelade in på sitt julalbum Min barndoms jular 1987 ("Lyssna, hör du änglasång?"), och en andra textvariant som brukar sjungas i skolorna och kyrkorna ("Ära vare gud i höjden").

### Det hände sig i Betlehem
Det hände sig i Betlehem är en annan text till melodin.

### Du är som en sommardag
Texten Du är som en sommardag spelades in av dansbandet Vikingarna på deras debutalbum Det går som en dans 5 1973. En inspelning av Schytts med samma text låg på Svensktoppen i tio veckor under perioden 6 maj-8 juli 1979, och låg bland annat etta .

### Himlens hemlighet
Texten Himlens hemlighet spelades in av Tommy Körberg på hans julalbum Julen är här från 1989.

### Varje människa har ett ljus
Texten Varje människa har ett ljus spelades in av Jan Malmsjö på hans julalbum Låt mig få tända ett ljus 1987. Denna text beskriver julfirande på norra halvklotet i dag.

## Publikation
- Julens önskesångbok, 1997, på engelska samt på svenska som "Det hände sig i Betlehem" med text av  Ulla-Henning Lindblad, under rubriken "Nyare julsånger"